# Angelo Vecchio
Angelo Vecchio (Licata, 11 gennaio 1949) è un saggista e giornalista italiano.
La sua formazione professionale avviene tra Catania e Palermo, dove negli anni settanta si laurea in Scienze politiche. Ha collaborato per diversi anni con L'Ora di Palermo, Il Giorno e l'Agenzia Giornalistica Italia. Attualmente lavora al Giornale di Sicilia. È autore di numerosi libri sulla mafia.

## L'attività da giornalista
Vecchio inizia l'attività giornalistica negli anni Settanta, collaborando con il quotidiano L'Ora. Negli stessi anni comincia a collaborare con il Giornale di Sicilia e nel 1978 passa alla redazione di Palermo di Diario, lavorando per il quale diventa professionista. Nel 1980 torna al Giornale di Sicilia e nel 1982 si trasferisce a Catania per lavorare al Giornale del Sud, quotidiano fondato da Giuseppe Fava.
Nel 1984 torna a Palermo e lavora al telegiornale di Canale 21, per il quale realizza un'intervista esclusiva con Mariannina Giuliano, sorella del bandito di Montelepre. Nel 1985 è di nuovo a Catania, dove lavora come inviato per Telecolor, emittente televisiva che trasmette in tutta la Sicilia.
Nel 1990 lascia Telecolor e passa al Giornale di Sicilia, che apre una redazione a Catania. Tre anni dopo è di nuovo a Palermo, sempre per il Giornale di Sicilia. Da Palerno ha collaborato per diversi anni con Il Giorno.

## L'attività da saggista
Da giornalista si occupa di cronaca nera e giudiziaria. E proprio dalle vicende di "nera" trae spunto per i suoi libri, accostandosi alla corrente minimalista. Vecchio utilizza un linguaggio senza fronzoli, essenziale, descrivendo storie metropolitane. È autore di saggi sulla mafia, romanzi e racconti. Tra i suoi libri anche uno su Salvatore Giuliano, il bandito di Montelepre ucciso nel luglio del 1950 a Castelvetrano. 
Per la sua attività ha vinto alcuni premi nazionali, tra i quali:
- "Il giornalismo in Tv", targa d'argento alla migliore notizia, attribuito a Is Molas nel 1986;
- Premio nazionale giornalistico Giuseppe Fava, Catania, 5 gennaio 1988;
- Premio Rosa Balistreri, Licata, 18 settembre 1994;
- Premio nazionale di giornalismo Mario Francese, Noto, febbraio 1998.

### Il teatro
Per il teatro ha scritto diversi testi, tra i quali Salvatore Giuliano, un dramma sulla cantante folk Rosa Balistreri, La morte in carcere del bandito Gaspare Pisciotta (tutti rappresentati dalla Compagnia Nuova Palermo in vari teatri della Sicilia), il dramma su una ragazza stuprata e anche un monologo su una donna, moglie e madre di mafiosi, che accusa gli assassini dei propri familiari. Il personaggio è stato portato sulla scena da Daniela Pupella.

## Pubblicazioni
- Cronaca di una città (Primavera, 1976)
- Intoccabili in manette (1985)
- Cosa nostra (Brancato, 1988)
- Calderone, l'ombra del boss (Brancato, 1989)
- Urli dalla Sicilia (Brancato, 1990)
- L'antistato (Brancato, 1991)
- La vetrina degli orrori (Brancato, 1992)
- Delitti impuniti (La Fiera, 1993)
- Luciano Liggio (La Fiera, 1994)
- Storie vere di Sicilia (Antares, 1996, racconti)
- Padre Pio, il frate dei miracoli (Antares, 1996)
- Totò Riina (Antares, 1997)
- Lady Diana (Antares, 1997)
- Delitti e passioni (Antares, 1997)
- Salvatore Giuliano (Antares, 1998)
- Storia illustrata della mafia (Antares, 1999)
- L'ultimo oltraggio e L'amante di Sara (Antares, 2000, due romanzi)
- Di mafia si muore (Antares, 2001)
- Condannato a difendersi (Antares, 2001)
- 'Ndrangheta (Antares, 2002)
- Signore di Cosa nostra e ragazze di malavita (Antares, 2002)
- Il re di Montelepre (Antares, 2003, racconti)
- Sicilia, intervista con Francesco Renda (Pietro Vittorietti edizioni, 2005, ISBN 88-7231-082-2)
- Il professore è cosa nostra (Nuova Ipsa, 2006, romanzo, ISBN 88-7676-295-7)
- L'ultimo re dei "corleonesi" (Antares, 2006)
- I misteri della Cattedrale (Nuova Ipsa, 2006, romanzo, ISBN 88-7676-326-0)
- L'infiltrato (Nuova Ipsa, 2007, romanzo, ISBN 88-7676-319-8)
- Il clan dei corleonesi (Antares, 2007)
- Uomini e donne (Nuova Ipsa, 2009, racconti, ISBN 88-7676-366-X)
- La mafia del culo (Nuova Ipsa, 2009, romanzo, ISBN 88-7676-402-X)
- Bersaglio bianco (Nuova Ipsa, 2010, romanzo, ISBN 978-88-7676-444-8)
- La mafia dalla A alla Z (Novantacento, 2012, saggio, in collaborazione con Andrea Cottone, ISBN 978-88-96499-30-6)
- Capitale sotto ghiaccio (Nuova Ipsa, 2012, romanzo, ISBN 978-88-7676-471-4)
- L'urlo del cronista (Novantacento, 2012, racconti, ISBN 978-88-96499-39-9)
- Stragi parallele (Fuori riga, 2013, romanzo, ISBN 978-88-90572-48-7)
- Isolati si muore (Nuova Ipsa, 2014, romanzo, ISBN 978-88-7676570-4)
- Il capestro (Mohicani edizioni, 2015, romanzo, ISBN 978-88-9908213-0)
- Mafia. Una storia per immagini (Mohicani edizioni, 2016, saggio, ISBN 978-88-99082-30-7)
- I segreti di famiglia (Mohicani edizioni, 2018, romanzo, ISBN 978-88-99082-58-1)
- L'invasione del Corona (Nuova Ipsa editore 2020, racconti, ISBN 978-88-7676-769-2)
- I deviati (Spazio Cultura edizioni, 2021, romanzo, ISBN 978-88-99572-54-9
- Storie e storiacce (Officina della stampa edizioni, 2023, racconti, ISBN 9791280368348)